# Charles Auray
Charles Auray est homme politique français né le 15 septembre 1879 à Ubaye (Basses-Alpes) et mort le 31 janvier 1938 à Aix-en-Provence (Bouches-du-Rhône).

## Biographie
Établi à Pantin en 1908, il est comptable avant de devenir chef du secrétariat général et bibliothécaire au Grand Orient de France. 
Tête de liste d'opposition aux élections municipales de 1908 et 1912, il est battu par le maire sortant Charles Marie Victorien David, industriel, patron de l'usine Desouches, David et Cie, fabricant de wagons. 
En 1911, il devient conseiller d'arrondissement, puis président du conseil d'arrondissement. Il est également maire de Pantin, et devient en 1935 conseiller général. En 1924, il est élu député de la Seine sur la liste du Cartel des gauches, menée par Pierre Laval. Liste qui obtient 5 sièges (dont hormis eux deux, Paul Poncet, Lucien Voilin et Jean Martin) tandis que la liste communiste en obtient 9 et la liste de droite 5 et s'inscrit au groupe socialiste. En janvier 1927, il entre au Sénat, toujours dans le sillage de Laval, et s'intéresse particulièrement aux questions de logement. Il meurt en cours de mandat en 1938 et il est enterré au cimetière communal de Pantin.